# Capparis cleghornii
Capparis cleghornii là một loài thực vật có hoa trong họ Capparaceae. Loài này được Dunn mô tả khoa học đầu tiên năm 1915.